# Rueil-Malmaison
Rueil-Malmaison és un municipi francès, situat al departament dels Alts del Sena i a la regió de l'Illa de França. L'any 2004 tenia 76.400 habitants.
Forma part del cantó de Rueil-Malmaison i del districte de Nanterre. I des del 2016, de la divisió Paris Ouest La Défense de la Metròpolis del Gran París. La ciutat acull l'escola École nationale supérieure du pétrole et des moteurs.

## Personatges il·lustres
- Jean Dujardin, actor.